# Рождественское ограбление
«Рождественское ограбление», другое название «Рождественские проделки» (англ. Christmas Caper) — семейная комедия режиссёра Дэвида Уинклера 2007 года о неудачнице, провалившей многочисленные ограбления, и давшей себе последний шанс на «исправление» — для этого ей необходимо совершить самое грандиозное из всех ограбление.
В главной роли — звезда «Беверли-Хиллз, 90210» и «Зачарованных» Шеннен Доэрти.

Премьера состоялась 25 ноября 2007 года в США.

## Сюжет
Кейт Дав могла бы заниматься очень интересным делом. Причём, делать это с лёгкостью и хитроумностью. Девушка — профессиональный грабитель, на её счету много дерзких и опасных ограблений. Всё бы ничего, если бы у неё что-то получалось, но всё летит из рук, и проваливается с глухим треском. Наконец, она поняла, что деятель из неё никудышный. Поэтому, в один прекрасный момент решает завязать. Она возвращается из Коннектикута и устраивается нянькой к своим племянникам, пока их родители занимаются предновогодними хлопотами. Попутно она ищет любые способы отомстить Клайву, её партнёру по криминальному миру. Но прежде чем уйти на покой и найти себе другое занятие в жизни, нужно осуществить ещё одно, на сей раз последнее, ограбление. Самое опасное. Самое гениальное. Самое Рождественское…

## В ролях
| Актёр               | Роль                |
| ------------------- | ------------------- |
| Шеннен Доэрти       | Кейт Дав            |
| Тай Олссон          | шериф Хэнк Харрисон |
| Конрад Коутс        | Клайв Генри         |
| Стефани Фон Пфеттен | Холли Барнс         |
| Соня Саломяа        | Саванна Купер       |
| Дэвид Льюис         | Брайан Купер        |